# Gustav Adolf von Götzen
Le comte Gustav Adolf von Götzen (né le 12 mai 1866 au château de Scharfeneck dans le comté de Glatz en province de Silésie et mort le 2 décembre 1910 à Hambourg) est un officier allemand qui, en 1894, entre au Rwanda à la tête d'une troupe de 620 soldats. Il est le premier Européen à traverser le Rwanda de toute sa longueur ainsi que son premier gouverneur de l'Afrique orientale allemande.

## Biographie
Götzen est le fils du premier lieutenant prussien Adolf comte von Götzen (1821-1879) et de son épouse Wanda von Zedlitz und Neukirch (de) (1845-1922), abbesse du couvent de dames de Zedlitz à Kapsdorf. Son père hérite du château en 1847 de son oncle Adolf Sigismund von Götzen (de), décédé sans enfants.
Götzen étudie à Paris à Berlin et à Kiel le droit et l'administration publique. Il entre en 1885 au 2e régiment d'uhlans de la Garde et devient officier deux ans plus tard. Il est attaché militaire à l'ambassade de Rome en 1890-1891. Il part ensuite chasser dans la région du Kilimandjaro, puis voyage en Afrique et en Asie mineure en 1892 en tant qu'officier de l'académie de guerre. Il est accompagné du major Walther von Diest (1851-1932).

### Expédition de 1893-1894
Après l'exploration de la côte du Tanganyika par Carl Peters en 1885, pour le compte de l'Empire allemand, il reçoit la mission d'explorer les terres intérieures, jusqu'au Congo. Götzen met donc sur pied une expédition dans l'actuel Rwanda qu'il découvre en tant que premier Européen. Il alla jusqu'au lac Kivu avec l'intention de joindre l'Afrique centrale. Il convainc pour ce faire Georg von Prittwitz und Gaffron (1861-1936) et le docteur Hermann Kersting (de) de l'accompagner. Ils quittent donc le 21 décembre 1893 Pangani sur la côte de l'Afrique orientale allemande et traversent le territoire des Massaïs et le Kagera, près des chutes Rusumo, le 2 mai 1894. Ils parviennent au Rwanda dont seule une partie occidentale avait été explorée par Oscar Baumann en 1892, pour le compte d'une société anti-esclavagiste. Ils rencontrent le roi Kigeri IV Rwabugiri à Kageyo, dans le district Kingogo à l'ouest de la rivière Nyabarongo, puis atteignent le lac Kivu.
Les explorateurs font l'ascension dans les Virunga du Kirunga, du Msumbiro et du volcan Kirunga-tcha-gongo et descendent le 29 juin dans la forêt vierge d'Uregga. Ils arrivent péniblement le 21 septembre au fleuve Congo dans l'actuelle province de Kirundo et atteignent Matadi le 29 novembre 1894.
Götzen retourne en Allemagne en janvier 1895 et devient attaché militaire à l'ambassade de Washington de 1896 à 1898, date à laquelle il est nommé à l'état-major de Berlin avant d'être élevé au grade de capitaine en 1900.

### Gouverneur de l'Afrique orientale allemande
Grâce à sa connaissance du territoire et des conditions locales, Götzen est nommé gouverneur de l'Afrique orientale allemande avec le grade de major, en mars 1901. Un de ses proches est le cartographe et zoologiste Stuhlmann. Il se met tout de suite à la tâche, mais doit affronter en 1905 la rébellion des Maï-Maïs qui enflamme bientôt la moitié de la colonie. La révolte mène de grandes parties du territoire à la famine, mais elle est matée avec sévérité. Les chiffres sont contradictoires et difficilement vérifiables, associant ou non la famine. Götzen est peu soutenu par la métropole, et la presse anglaise se déchaîne contre les Allemands. Il finit par donner sa démission pour raison de santé en 1906 et le baron von Rechenberg lui succède pour pacifier la colonie.
Le comte von Götzen entre à la Deutsche Kolonialgesellschaft (société coloniale allemande, fondée en 1887) qui soutient la politique coloniale du gouvernement du prince von Bülow. Il est nommé en 1908 envoyé du royaume de Prusse et ministre plénipotentiaire auprès des villes de la Hanse et du grand-duché de Mecklembourg-Schwerin à Hambourg. Il y meurt le 2 décembre 1910 à l'âge de quarante-quatre ans des conséquences du paludisme, contracté en Afrique.
Son nom fut donné à un navire de guerre utilisé pendant la Première Guerre mondiale sur le Lac Tanganyika, le Graf von Götzen, désormais le MV Liemba.

## Œuvres
- Durch Afrika von Ost nach West, Berlin, 1895 (À travers l'Afrique d'est en ouest)
- Deutsch Ost-Afrika im Aufstand 1905/1906, Berlin, 1909 (L'Afrique orientale allemande pendant la rébellion de 1905-1906)